# لیانگ جی
لیانگ جی (متوفای ۱۵۹)، با نام محترم بوژئو، یک سیستمدار و فرمانده نظامی در دوره هان شرقی بود. او برادر امپراتریس لیانگ نا، همسر امپراتور شون هان و مادرخوانده امپراتور چونگ هان بود. بعد از مرگ خواهرش امپراتریس لیانگ، لیانگ جی توسط امپراتور هوان هان در یک کودتا سرنگون شد. قبیله لیانگ و قبیله همسر لیانگ جی سون شئو، قبیله سون کشتار شدند.